# Електрогорська вузькоколійка
Електрогорська вузькоколійна залізниця — вузькоколійка, яка діяла у ХХ столітті на території Московської та Владимирської областей РФ.

## Історія
Збудована у травні 1912 року з колією 600 мм, для обслуговування електростанції у місті Електрогорську. Потяги працювали на кінській тязі. Після 1917 року колію розширено до 750 мм. Загальна довжина становила 51 км у Московській області та 53 у Владимирській. З'єднана гілкою з Киржачською вузькоколійкою.
Історія вузькоколійки починалась з будівництва ділянки Богородськ (Ногінськ) – Рюминський торфомасив (поблизу села Дальнє).
У 1920-х роках було створено наскрізний магістральний хід Електрогорськ – Дальня – Тимково – Ногінськ.  У 1960-х роках була збудована нова лінія до торфомасивів на території Покровського району Владимирської області. Максимального розвитку залізниця досягла у 1970-ті роки, коли тут здійснювався значний обсяг вантажних та пасажирських перевезень. Але разом з реконструкцією діючих ділянок залізниці, ліквідовувались ділянки, які виявились непотрібними.
Не пізніше кінця 1970-х років була розібрана лінія  від станції Дальня до Ногінська після чого тривалий час в Ногінську працювала ізольована вузькоколійка, яка знаходилась на текстильній фабриці.
У 1985 році Електрогорська ГРЕС-3 була повністю переведена на газ. Ще деякий час на кількох збережених ділянках вузькоколійки зберігався мінімальних рух потягів. У 1994 році останні ділянки вузькоколійки були розібрані.

## Лінії
Від Електрогорська до Дальньої йшло дві лінії, одна гілка йшла через Новий Озерний — колишнє селище торфорозробників, але у 1980-му році її вирішили закрити.
Друга лінія проходила по торф'яним полям. 
Лінія від Дальньої до Ногінська розібрана у 1969 році. Потяги від Ногінська до Електрогорська ходили до самого закриття колії. Лінія до села Желудево (до торф'яних масивів в Покровському районі) була прокладена одною з останніх. У селищі Ляпіно була невелика станція. Розібрана у 1993 році, але ще в 1990 був рух як мінімум до Ляпіно.
На ділянці Сопово-Красний Угол-Мельожи залізниця повністю закрита у 1982. Лінія Красний Угол-Ілейкіно існувала у 1940-х-50-х роках.

## Рухомий склад
Спочатку вузькоколійка була обладнана двома паровозами по 50 к.с. кожен, 31 вагоном для перевозення торфу та 1 вагоном для перевозки працівників та приватних осіб. До кінця 70-х років основною тягловою силою були паровози, різноманітні автодрезинии, мотовози МД54 і навіть автомотриса АМ1. Торфовозні вагони були Коломенського та Усть-Катавського заводів приблизно 1926 року виготовлення. 

## Цікаві факти
Електрогорська вузькоколійка згадується в книзі Еремія Парнова «Третє око Шиви».